# St. Helena
St. Helena es una villa ubicada en el condado de Pender en el estado estadounidense de Carolina del Norte. La localidad en el año 2000, tenía una población de 395 habitantes en una superficie de 14.6 km², con una densidad poblacional de 27 personas por km². 

## Geografía
St. Helena se encuentra ubicada en las coordenadas 34°30′48″N 77°54′53″O / 34.51333, -77.91472. Según la Oficina del Censo, la localidad tiene un área total de 14,6 km² (5,6 mi²), de la cual 14,6 km² (5,6 mi²) es tierra y 0 km² (0 mi²) (0.0%) es agua.

### Localidades adyacentes
El siguiente diagrama muestra a las localidades en un radio de 28 kilómetros (17,4 mi) de St. Helena.

## Demografía
En el 2000 la renta per cápita promedia del hogar era de $36.042, y el ingreso promedio para una familia era de $48.750. El ingreso per cápita para la localidad era de $18.040. En 2000 los hombres tenían un ingreso per cápita de $30.417 contra $19.545 para las mujeres. Alrededor del 7.70% de la población estaba bajo el umbral de pobreza nacional.